# كات دينينجز
كات دينينجز (بالإنجليزية: Kat Dennings)‏ واسمها الحقيقي (بالإنجليزية: Katherine Litwack)‏ (ولدت في 13 يونيو 1986) هي ممثلة يهودية أمريكية شابة ظهرت بدور مهم في سلسلة الجنس والمدينة وأيضا هي بطلة بمسلسل 2 بروك جرلس بجانب بيث برس.

## سيرة شخصية
ولدت كاثرين فيكتوريا ليتواك في برين ماور ، بنسلفانيا.   والدتها إلين جوديث هي شاعرة وخطاب المعالج،   والدها، جيرالد هو الجزيئي الصيدلي وأستاذ ورئيس جامعي. دينينجز هي الأصغر بين خمسة أطفال بما في ذلك الأخ الأكبر جيفري إس ليتواك.   كانت دينينجز تدرس في المنزل. كان تسجيلها الوحيد في مدرسة تقليدية لمدة نصف يوم في مدرسة الأصدقاء المركزية.  تخرجت من المدرسة الثانوية في سن 14،  وانتقلت مع عائلتها إلى لوس أنجلوس لمتابعة التمثيل بدوام كامل تحت اللقب المهني «دينينجز». 

## أعمال

### افلام
| عام  | عنوان                               | دور                   | ملاحظة          |
| ---- | ----------------------------------- | --------------------- | --------------- |
| 2002 | The Scream Team                     | Claire Carlyle        | TV film         |
| 2003 | The Snobs                           | Isabel                | TV film         |
| 2004 | Raise Your Voice                    | Sloane                |                 |
| 2005 | Down in the Valley ‏                 | April                 |                 |
| 2005 | البكر ذو الأربعين سنة               | Marla                 |                 |
| 2005 | لندن                                | Lilly                 |                 |
| 2006 | منزل بيغ ماما 2 (فيلم)              | Molly                 |                 |
| 2007 | Charlie Bartlett                    | Susan Gardner         |                 |
| 2008 | ذي هاوس باني                        | Mona                  |                 |
| 2008 | قائمة التشغيل اللانهائية لنيك ونورا | Norah Silverberg      |                 |
| 2009 | The Answer Man ‏                     | Dahlia                |                 |
| 2009 | Shorts                              | Stacey Thompson       |                 |
| 2009 | Defendor                            | Katerina Debrofkowitz |                 |
| 2010 | Daydream Nation ‏                    | Caroline Wexler       |                 |
| 2011 | Thor                                | Darcy Lewis           |                 |
| 2012 | Renee                               | Renee Yohe            | post-production |

### التلفزيون
| عام            | عنوان             | دور                    | ملاحظة                                         |
| -------------- | ----------------- | ---------------------- | ---------------------------------------------- |
| 2000           | الجنس والمدينة    | Jenny Brier            | "Hot Child in the City" (season 3: episode 15) |
| 2001           | Raising Dad       | Sarah Stewart          | 22 episodes                                    |
| 2003           | دون أثر           | Jennifer Norton        | "Sons and Daughters" (season 2: episode 6)     |
| 2003           | Less Than Perfect | Kaitlin                | "The Girl Next Door" (season 2: episode 10)    |
| 2004           | سحر عملي          | Antonia Owens          | TV movie                                       |
| 2004           |                   | Missy Wilson           | "Early Rollout" (season 4: episode 15)         |
| 2005           | Clubhouse         | Angela                 | "Stealing Home" (season 1: episode 8)          |
| 2005           | ER                | Zoe Butler             | 5 episodes                                     |
| 2005           |                   | Sarah Endecott         | "Manhattan Manhunt" (season 2: episode 7)      |
| 2009           | أميريكان داد!     | Tanqueray/Female Juror | 2 episodes                                     |
| 2011 - Present | فتاتان مفلستان    | Max Black              | 24 episodes                                    |

## وصلات خارجية
- الموقع الرسمي
- كات دينينجز على موقع IMDb (الإنجليزية)
- كات دينينجز على موقع ميتاكريتيك (الإنجليزية)
- كات دينينجز على موقع روتن توميتوز (الإنجليزية)
- كات دينينجز على موقع قاعدة بيانات الأفلام العربية
- كات دينينجز على موقع ألو سيني (الفرنسية)
- كات دينينجز على موقع ميوزك برينز (الإنجليزية)
- كات دينينجز على موقع تيرنر كلاسيك موفيز (الإنجليزية)
- كات دينينجز على موقع أول موفي (الإنجليزية)
- كات دينينجز على موقع بوكس أوفيس موجو (الإنجليزية)
- كات دينينجز على موقع قاعدة بيانات الأفلام السويدية (السويدية)